# 太閤素生記
『太閤素生記』（太閤素性記・たいこうそせいき / たいこうすじょうき）は、太閤豊臣秀吉の生涯を綴った伝記。寛永2年（1625年）から延宝4年（1676年）の間、江戸幕府の旗本土屋知貞によって纏められた40の条からなる聞書（ききがき）で、特に他の史料にない秀吉の前半生についての記述があるために、太閤伝説の根幹をなす書籍である。

## 概要
『太閤素生記』は『太閤秀吉出生記』とも云い、朝倉景衡（日下部景衡）の編による『遺老物語（全20巻）』の7巻に収録されていた。この江戸時代中期に収録された時には作者不詳とされていたが、もともとの著者は土屋知貞であるとされる。
知貞は武田信虎の旧臣土屋昌遠の孫で、土屋円都（圓都）の子。父の圓都は眼病で失明し、今川氏、後北条氏に検校として仕えた後、駿河で人質だった竹千代時代の徳川家康と面識があって、その縁で家康の御伽衆の一人となり、惣検校となって家光の代まで仕えた人物で、この父や養母（秀吉の出身地である尾張国中々村の代官・稲熊助右衛門の娘）、飯尾豊前守の娘である祖母キサから伝え聞いた話をまとめたものが、この書物であると云う。
信憑性については、秀吉の死後少なくとも半世紀後に書かれているために疑問視する意見もある。例えば、鉄砲が種子島の伝来前に父木下弥右衛門が織田信秀の鉄砲足軽衆になっていたという点や、弥右衛門の死去の前に実母と竹阿弥との間に秀長(羽柴秀長)が生まれたことになっている点、妹の旭(旭姫)が竹阿弥の死去後に生まれていたする点などが、疑問点としてあげられる。
ただし、検証したくても（他に比較可能な史料がなく）推し量るすべのない記述も多く、秀吉の素生や幼少時を詳しく言及したほとんど唯一の史料であり、秀吉の生誕を天文5年（1536年）元日としたり、秀吉の妻の北政所（高台院）の名を「禰々（ねね）」であるとしたのもこの史料が初である。